# Yūto Horigome
Yūto Horigome (堀米 悠斗?, Horigome Yūto; Sapporo, 9 settembre 1994) è un calciatore giapponese, difensore dell'Albirex Niigata, di cui è capitano.

## Caratteristiche tecniche
Di piede sinistro, è in grado di giocare come terzino sinistro.

## Carriera

### Club
Cresciuto nel settore giovanile del Consadole Sapporo, debutta in prima squadra il 31 marzo 2013, in occasione dell'incontro di J2 League perso 3-1 contro il Gamba Osaka.
Dopo aver giocato per la stagione 2014 in prestito al Fukushima Utd in J3 League, il 23 novembre 2015 segna la sua prima rete in carriera, siglando il quarto gol nel successo casalingo per 4-1 sul Tochigi.
A gennaio 2017 si unisce ufficialmente all'Albirex Niigata, club militante nel massimo campionato giapponese. Ha esordito in J1 League il 14 maggio 2017 entrando in campo al 55º minuto al posto di Romero Frank nella gara casalinga persa nettamente per 6-1 contro gli Urawa Reds. Nella stagione 2020 condivide la fascia da capitano con Silvinho, mentre dalla stagione successiva, in seguito all'addio dell'attaccante brasiliano, viene nominato capitano principale della squadra di Niigata.

## Palmarès

### Club

#### Competizioni nazionali
- J2 League: 2

Consadole Sapporo: 2016
Albirex Niigata: 2022